# بردر کولی
بُردِر کولی یا بُردِر کالی (به انگلیسی: Border Collie) یکی از نژادهای سگ پرورش‌یافته در اسکاتیش بوردرز است که برای نگهداری از گله، مخصوصاً گوسفندان، پرورش یافته‌است. این نژاد به‌طور خاص برای هوش و فرمان‌برداری پرورش داده شد.
این سگ‌ها با توجه به برخورداری از هوش بالا، انرژی بسیار و ساختار بدنی ورزیده، معمولاً در مسابقات سگ‌ها موفق عمل می‌کنند. از آن‌ها اغلب به عنوان باهوش‌ترین سگ‌های خانگی یاد می‌شود. امروزه هنوز هم از آن‌ها برای کار سنتی خود، یعنی گله‌داری، استفاده می‌شود.

## ویژگی‌ها

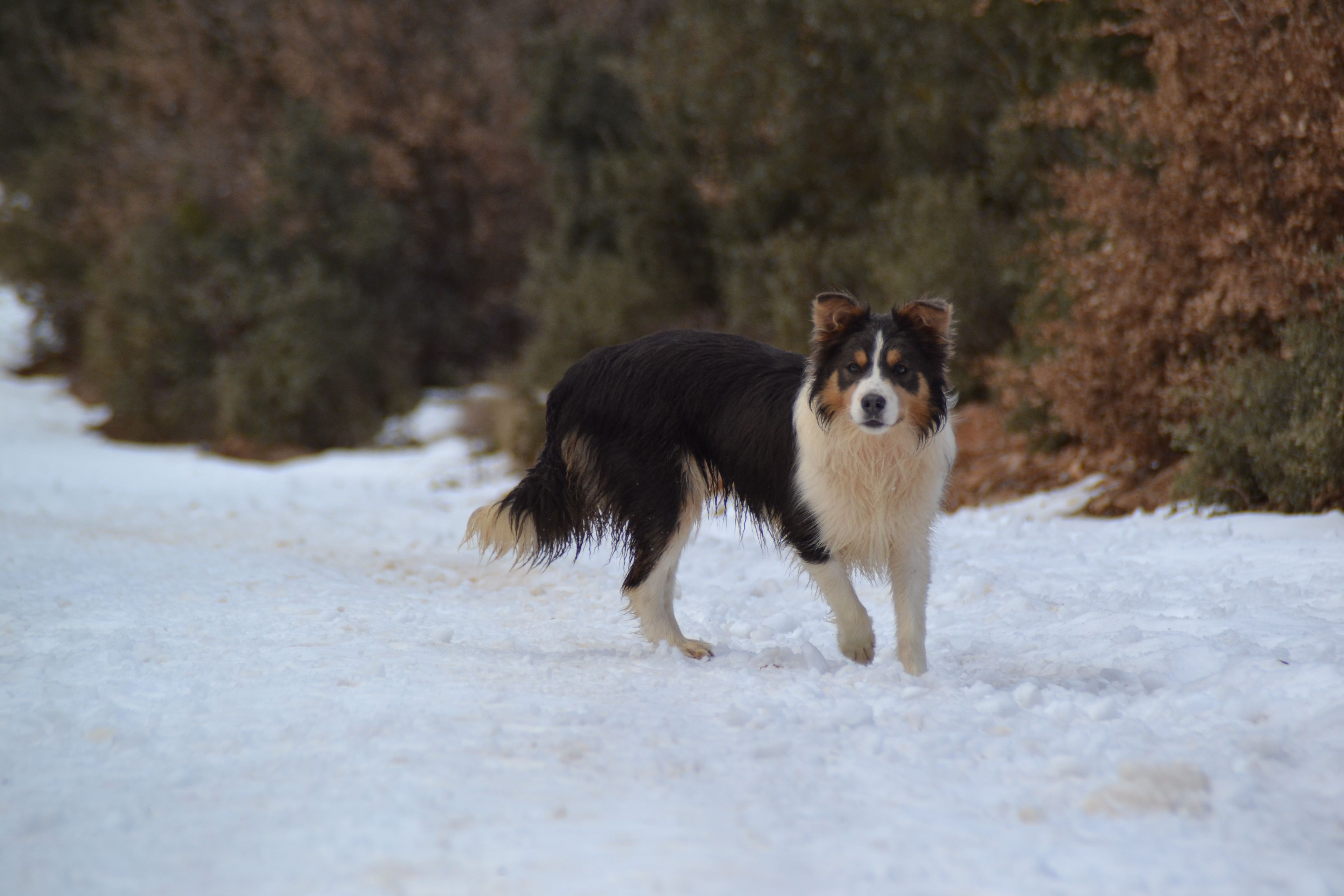
بردر کولی آبی سه‌رنگ. ماده جوان.
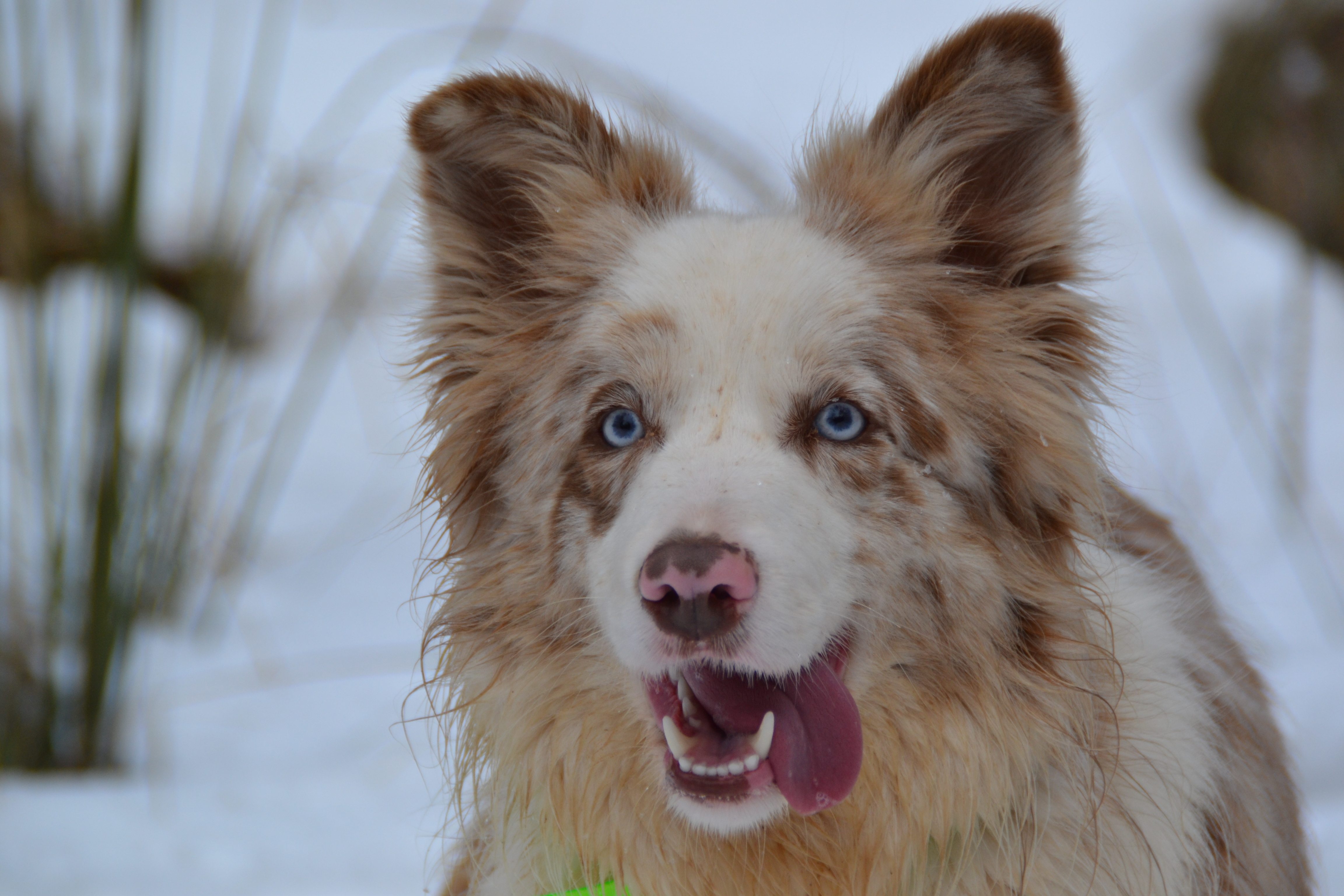
بردر کولی مرل سرخ. ماده.
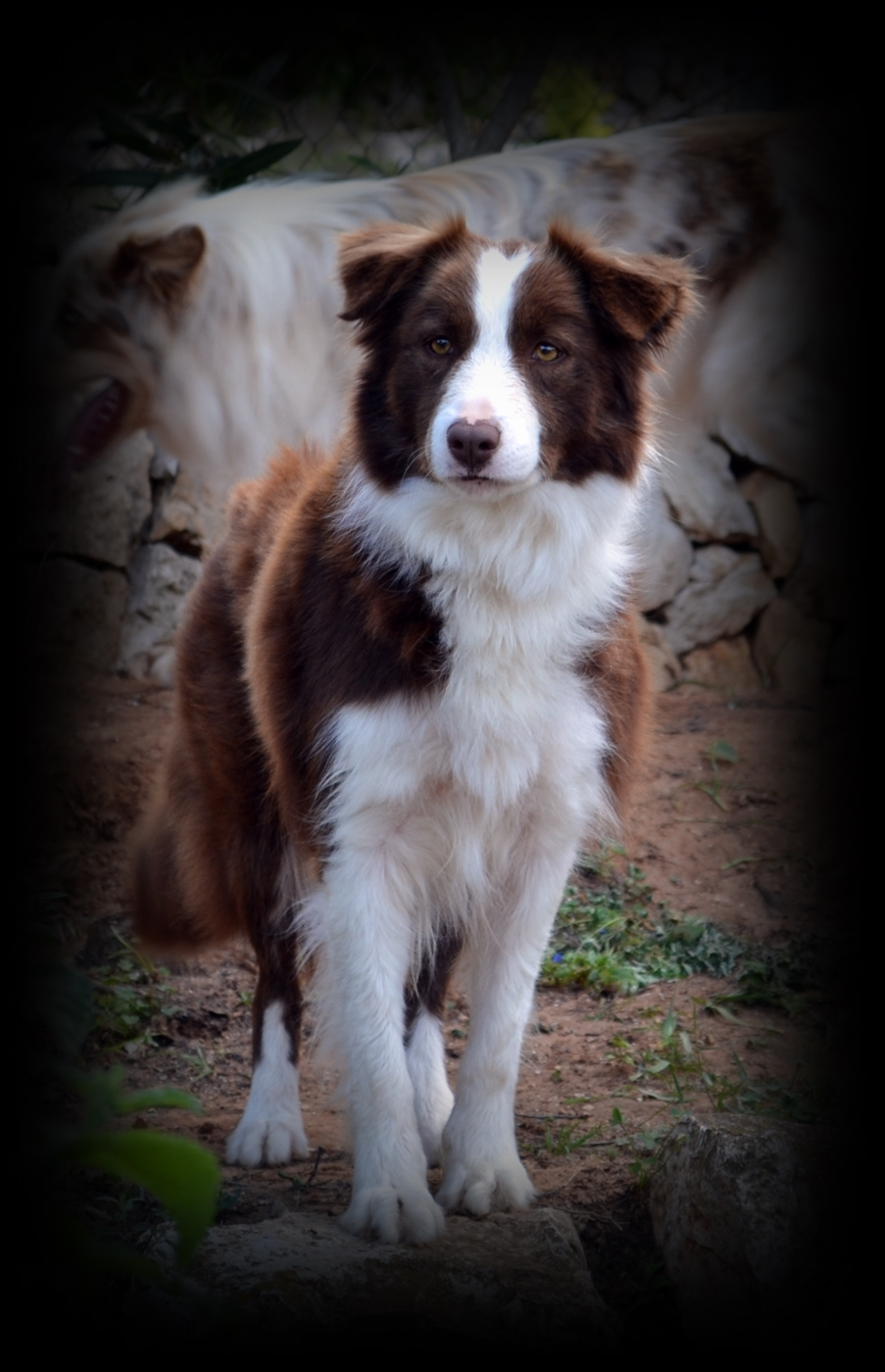
بردر کولی شکلاتی. ماده.
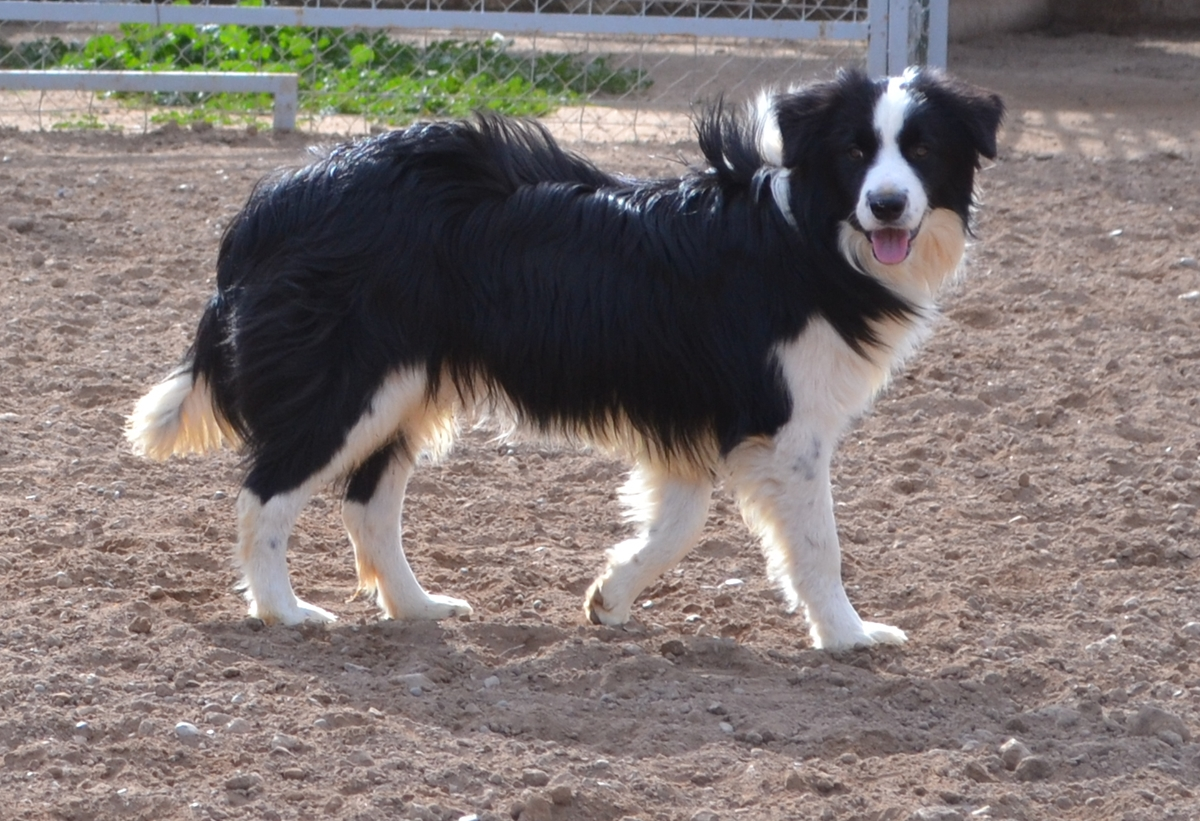
بردر کولی سیاه و سفید. نر.
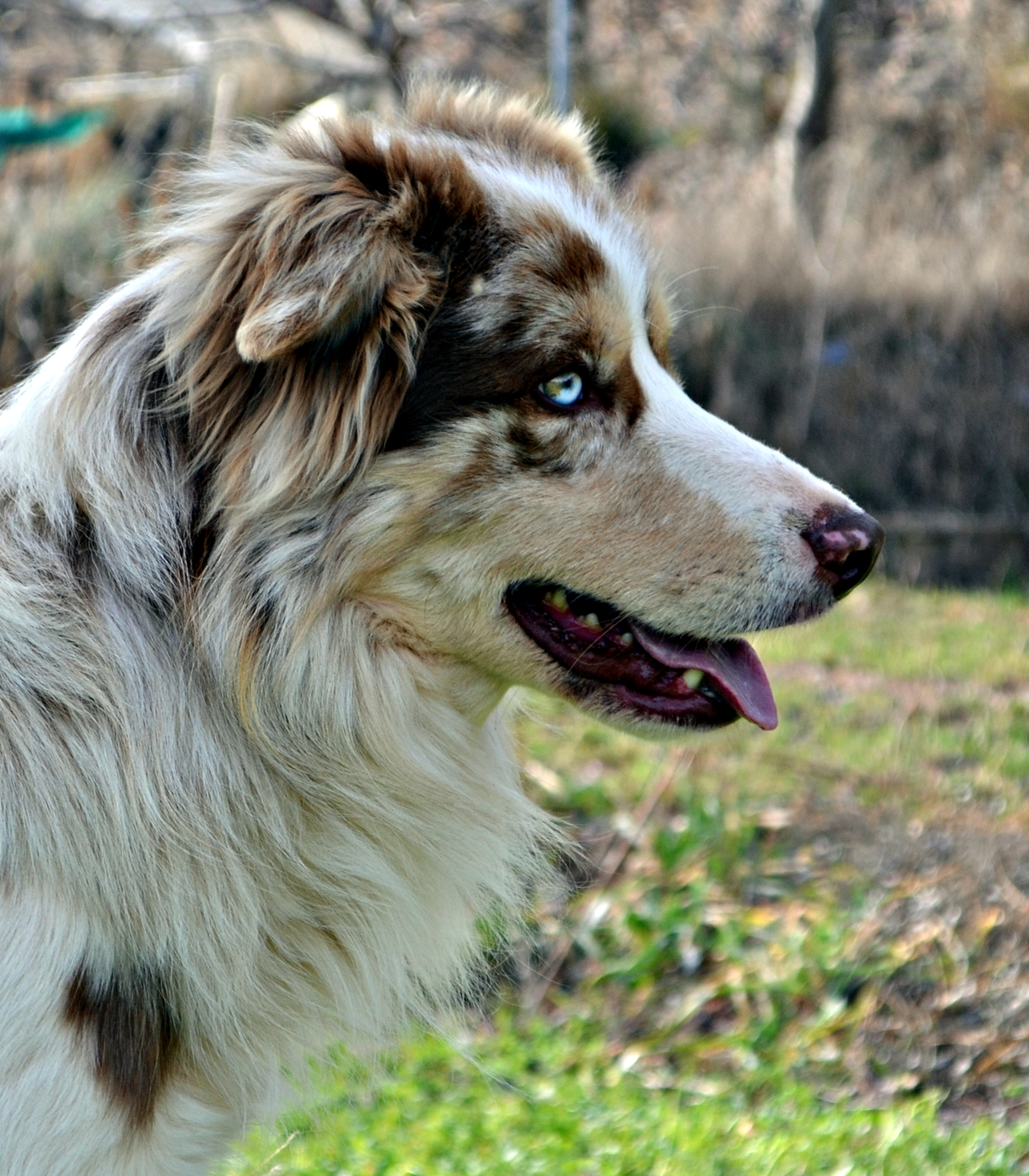
بردر کولی مرل سرخ. نر.
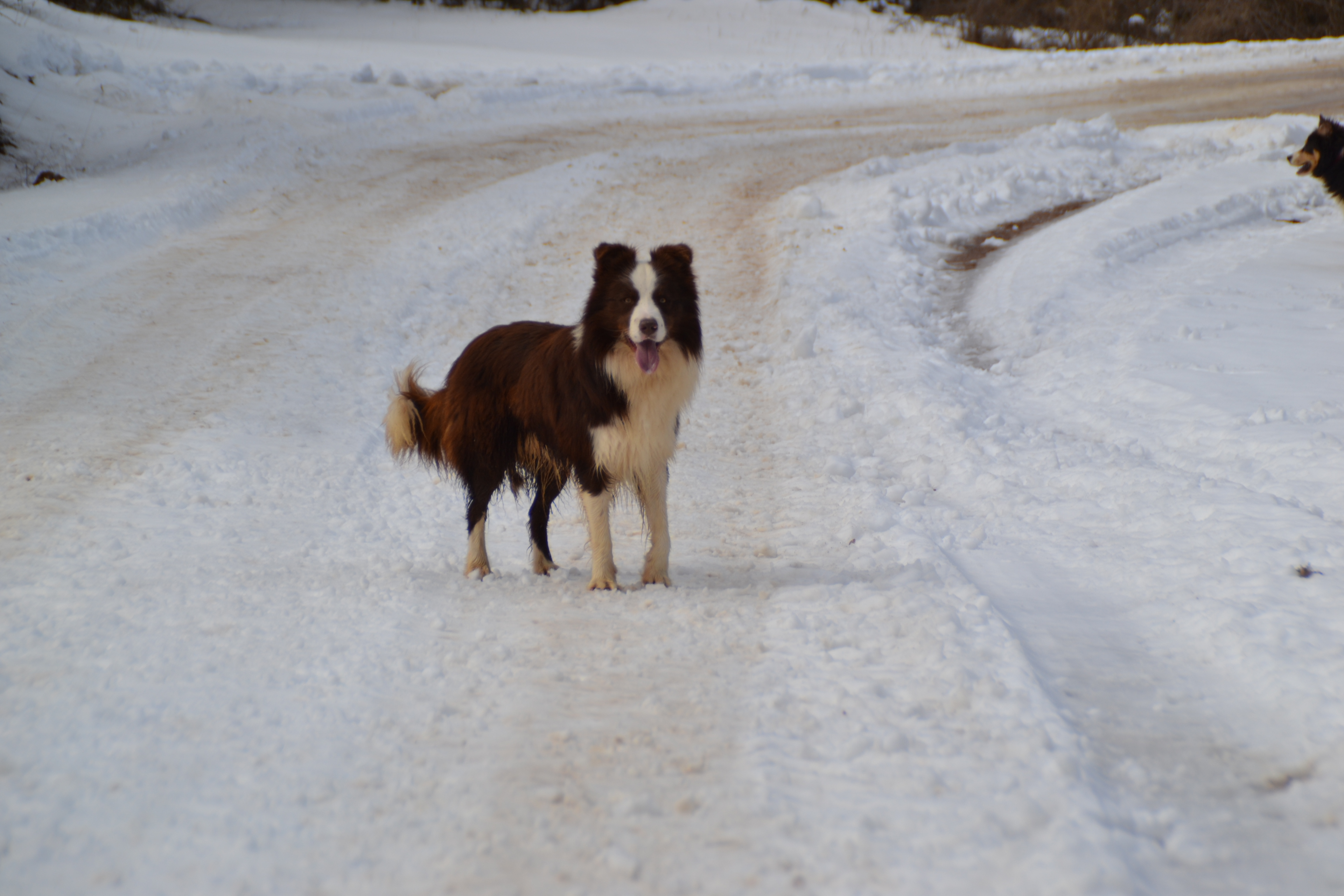
بردر کولی شکلاتی. نر.

بردر کولی‌ها به‌طور کلی سگ‌هایی متوسط از لحاظ اندازه و دارای پشم متوسط هستند که معمولاً پرپشت است. پشم آن‌ها دولایه است و از صاف تا زمخت دیده می‌شود. گرچه سیاه و سفید معمول‌ترین الگوی رنگ دیده‌شده در بردر کولی‌ها است اما این سگ‌ها در هر رنگ دیگری نیز دیده می‌شوند. بعضی از بردر کولی‌ها ممکن است یک رنگ باشند.
رنگ چشم قهوه‌ای، آبی و گاهی رنگ‌های دیگر است.
قد نرها از جدوگاه ۴۸ تا ۵۶ سانتی‌متر و قد ماده‌ها ۴۶ تا ۵۳ سانتی‌متر است.

## نیازها
بردر کولی‌ها در مقایسه با دیگر نژادهای سگ، نیازمند ورزش فیزیکی و ذهنی روزانه بیشتری هستند. بردر کولی توسط بسیاری به عنوان باهوش‌ترین سگ در نظر گرفته می‌شود. گرچه نقش اصلی این سگ گله‌داری است، اما محبوبیت آن به عنوان سگ‌خانگی رو به افزایش است.

## سلامتی

### طول عمر
طول عمر طبیعی بردر کولی چیزی بین ۱۰ تا ۱۴ سال است، با میانگین ۱۲ سال.
علل اصلی مرگ عبارتند از: سرطان (۲۳/۶٪)، پیری (۱۷/۹٪) و آسیب‌های عروقی مغزی (۹/۴٪).

### مشکلات متداول سلامتی
ناهنجاری چشم کولی (CEA) و صرع از مهمترین بیماری‌های ژنتیکی در این نژاد هستند. CEA یک بیماری چشم مادرزادی و ارثی است که شبکیه، مشیمیه و صلیبیه را دربر می‌گیرد. این بیماری در بردر کولی‌ها به ندرت تأثیر منفی چشمگیری در دید می‌گذارد. گرچه بیماری PRA به آرامی شبکیه چشم را تجزیه می‌کند و می‌تواند باعث از دست دادن بینایی در شب شود و همچنین می‌تواند به نابینایی کامل در روز منجر شود.

## تاریخچه
بردر کولی از نژاد لندرس کولی پرورش پیدا کرده‌است، نژادی که به فراوانی در جزایر بریتانیا پیدا می‌شد. نام این نژاد احتمالاً از نام خاستگاه این سگ یعنی آنگلو-اسکاتیش بردر می‌آید.
در سال ۱۹۱۵، جیمز رید، دبیر انجمن بین‌المللی سگ گله (ISDS) در انگلستان برای نخستین بار از واژه بردر کولی استفاده کرد.